# 拉哈瓜德伊維里科
拉哈瓜德伊維里科是哥倫比亞的城鎮，位於該國東北部，由塞薩爾省負責管轄，距離首府巴耶杜帕爾125公里，始建於1771年，面積728.93平方公里，海拔高度150米，2005年人口21,386。

## 外部連結
- （西班牙文） La Jagua de Ibirico official website （页面存档备份，存于）
- （西班牙文） Gobernacion del Cesar, La Jagua de Ibirico

9°34′N 73°20′W / 9.567°N 73.333°W